# Фуше-Круя

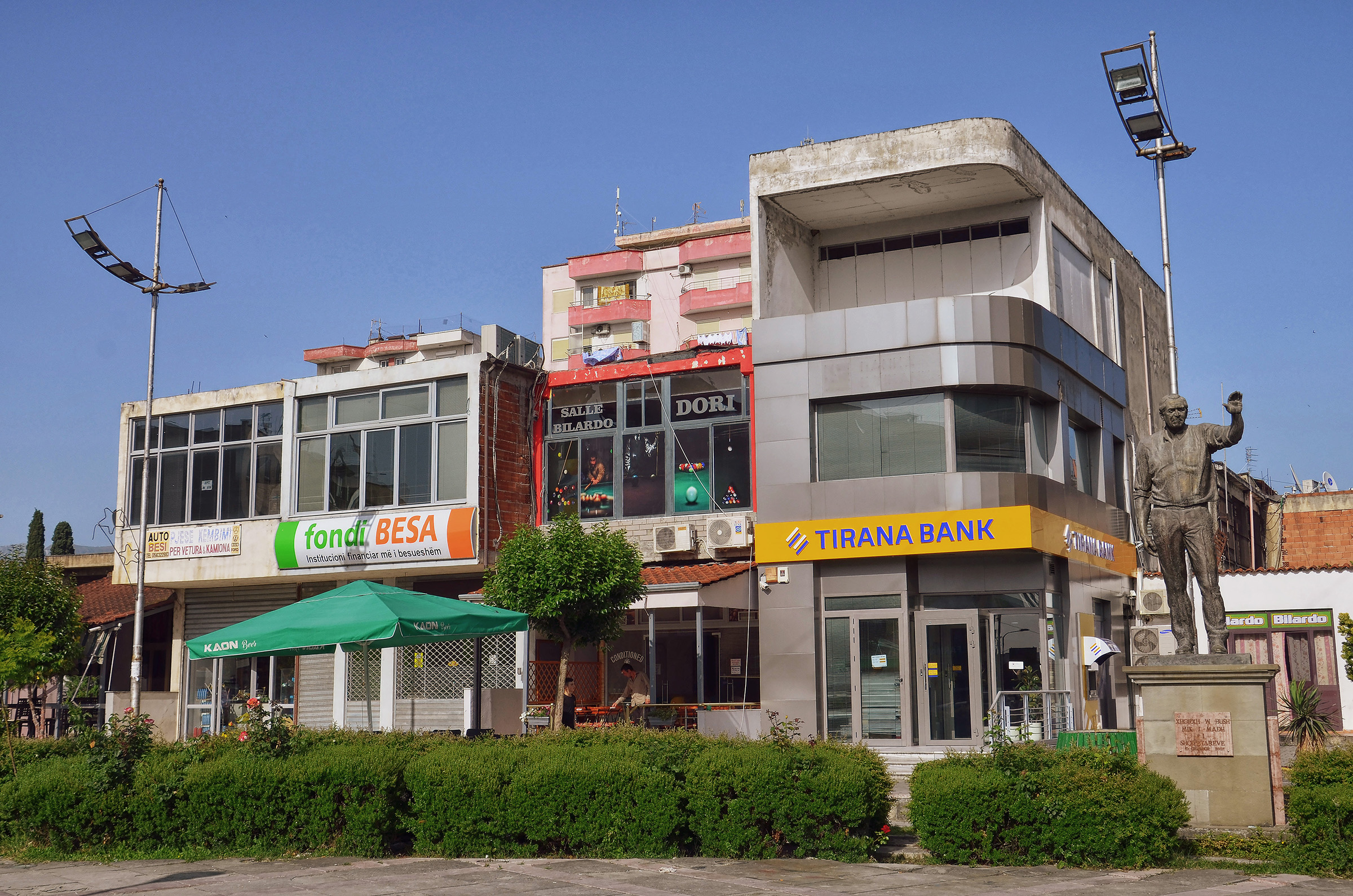
Городская площадь с памятником президенту США Дж. Бушу

Фуше-Круя (алб. Fushë-Krujë) — город в области Дуррес в центральной Албании. Административный центр округа Круя.

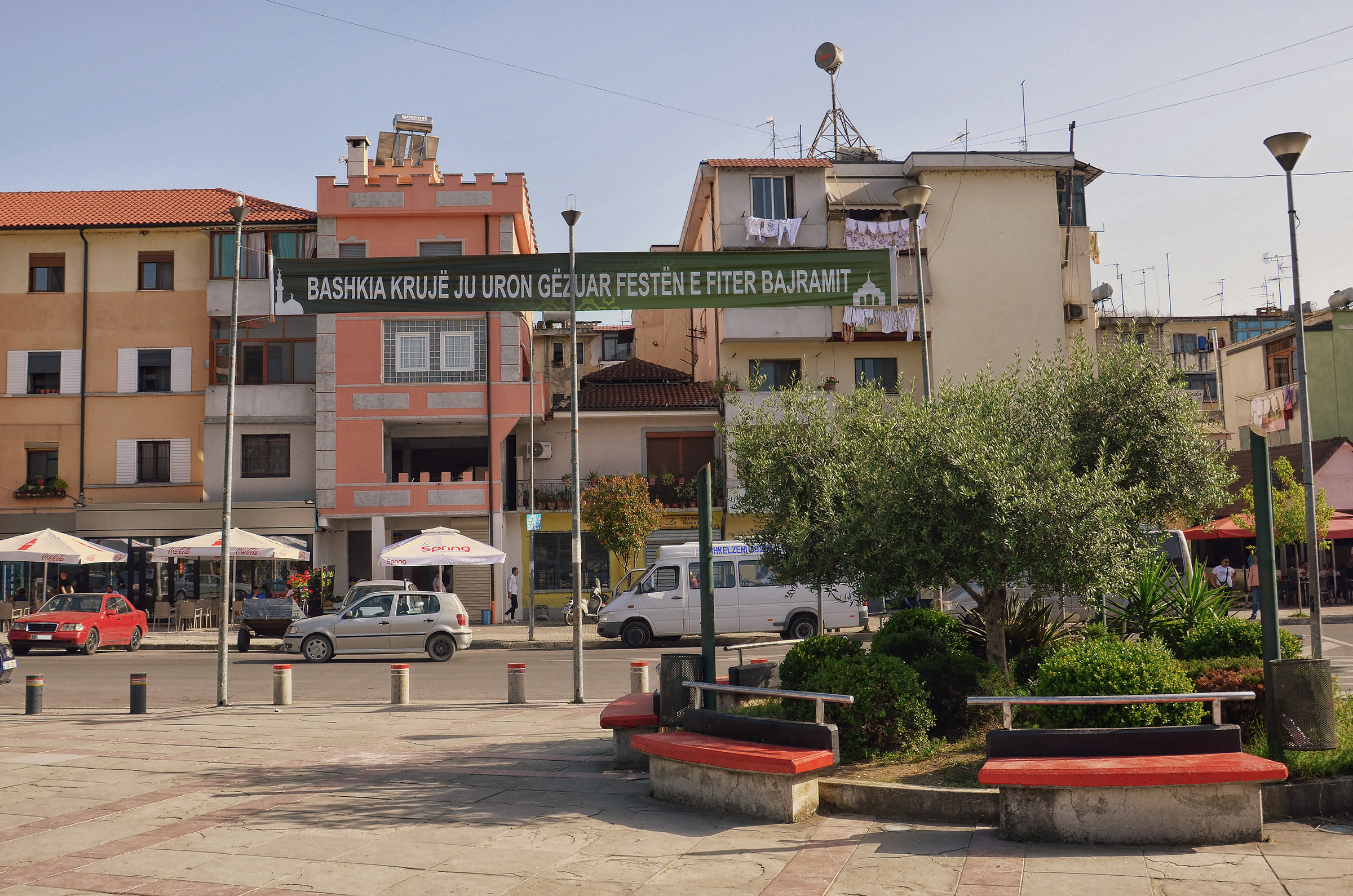

Расположена на прибрежной равнине у подножия гор Скандербега, на западном склоне которых находится административная столица округа г. Круя, примерно, в десяти километрах от неё и примерно в 20 км к северу от столицы Албании Тираны. Побережье Адриатического моря находится в 20 км к северо-западу.
Население в 2011 году составляло 18 477 человек.
Город Фуше-Круя сегодня является самым большим населённым пунктом округа Круя. В последние годы стал новым неофициальным центром округа Круя. Официальный административный центр, город Круя, расположен на склонах гор высоко над равниной и имеет плохое транспортное сообщение. В Фуше-Круя дороги из Тираны и Дурреса объединяются в одну, ведущую в Северную Албанию. Второстепенная дорога идёт в Крую.

## Экономика
Благодаря своему расположению и близости к Тиране, Фуше-Круя является региональным экономическим центром. Здесь работает цементный завод.

## Персоналии
- Барди, Юрген (род.1997) — албанский футболист.
- Курти, Штьефен (1898—1971) — албанский католический священник и общественный деятель, религиозный диссидент, мученик католической церкви.
- Джордж Буш — почётный гражданин города. В центре города установлен памятник Дж. Бушу[1].